# Денонсация
Денонса́ция, денонси́рование (от фр. dénoncer «расторгать») — надлежащим образом оформленный отказ государства от заключённого им международного договора. Отличается от иных способов расторжения международных договорных обязательств тем, что право на денонсацию должно быть предусмотрено в самом договоре и осуществляется в строго установленном договором порядке (например, может предусматриваться обязательное уведомление о готовящейся денонсации за определённый отрезок времени). Несоблюдение этого порядка является основанием для оспаривания действительности денонсации.
Таким образом, денонсация не является нарушением договора, а, наоборот, является правомерным способом его прекращения. В основе денонсации лежит соглашение сторон договора.
Существуют договоры, не допускающие денонсации. Так, Женевские конвенции о защите жертв войны 1949 года не допускают их денонсацию во время войны.
К иным правомерным (соответствующим нормам и принципам международного права) способам прекращения двусторонних договоров относится аннули́рование — односторонний отказ государства от заключённого им международного договора, совершаемый без соблюдения условий договора. Правомерность такого акта должна, однако, базироваться на фундаментальных политико-правовых основаниях (таких, как существенное нарушение договора другой стороной, юридическая недействительность или противоправность договора и т. п.), а процедура осуществления этого акта должна соответствовать сложившейся международной практике (заблаговременное уведомление других сторон и т. п.). Правомерным может считаться аннулирование государством международных договоров, заключённых его предшественниками, а также аннулирование договоров вследствие невозможности их выполнения или в силу существенного изменения обстоятельств.